# Jarosław Mecmajer
Jarosław Mecmajer (4 de diciembre de 1993) es un deportista polaco que compite en taekwondo. Ganó una medalla de plata en el Campeonato Europeo de Taekwondo de 2016, en la categoría de –63 kg.

## Palmarés internacional
| Campeonato Europeo | Campeonato Europeo | Campeonato Europeo | Campeonato Europeo |
| Año                | Lugar              | Medalla            | Categoría          |
| ------------------ | ------------------ | ------------------ | ------------------ |
| 2016               | Montreux (Suiza)   | Medalla de plata   | –63 kg             |